# McLaren MP4-27
De McLaren MP4-27 is een Formule 1-auto, die in 2012 wordt gebruikt door het Formule 1-team van McLaren.

## Onthulling
De auto is onthuld in de basis van McLaren in Woking op 1 februari 2012. De auto wordt bestuurd door voormalig wereldkampioenen Jenson Button (09) en Lewis Hamilton (08). Samen met de Marussia MR01 is het de enige auto voor 2012 die geen getrapte neus heeft.

## Technisch
| Details         | Details                                                                                             |
| --------------- | --------------------------------------------------------------------------------------------------- |
| Ontwerper       | Paddy Lowe                                                                                          |
| Motor           | Mercedes 2400 cc V8 (90°)                                                                           |
| Chassis         | Gegoten koolstofvezel                                                                               |
| Versnellingsbak | 7-traps semi-automaat                                                                               |
| Gewicht         | 640 kg                                                                                              |
| Brandstof       | ExxonMobil High Performance Unleaded (5.75% bio fuel) Mobil Synergy Fuel System Mobil 1 lubrication |
| Banden          | Pirelli                                                                                             |

## Resultaten
| Resultaat                     |
| ----------------------------- |
| Winnaar                       |
| Tweede plaats                 |
| Derde plaats                  |
| Gefinisht (punten)            |
| Gefinisht (geen punten)       |
| Niet geklasseerd (NC)         |
| Uitgevallen (DNF)             |
| Niet gekwalificeerd (DNQ)     |
| Gediskwalificeerd (DSQ)       |
| Niet gestart (DNS)            |
| Gewond (INJ)                  |
| Uitgesloten (EX)              |
| Teruggetrokken (WD)           |
| Niet deelgenomen (blanco cel) |
| vetgedrukt (pole position)    |
| cursief (snelste ronde)       |

(vetgedrukte resultaten zijn pole position en schuin gedrukte resultaten zijn snelste rondes)
| Jaar | Chassis | Motor                   | Banden | Coureurs       | 1   | 2   | 3   | 4   | 5   | 6   | 7   | 8   | 9   | 10  | 11  | 12  | 13  | 14  | 15  | 16  | 17  | 18  | 19  | 20  | Punten | WK-plaats |
| ---- | ------- | ----------------------- | ------ | -------------- | --- | --- | --- | --- | --- | --- | --- | --- | --- | --- | --- | --- | --- | --- | --- | --- | --- | --- | --- | --- | ------ | --------- |
| 2012 | MP4-27  | Mercedes FO 108Z 2.4 V8 | P      |                | AUS | MAL | CHN | BHR | ESP | MON | CAN | EUR | GBR | GER | HUN | BEL | ITA | SIN | JPN | KOR | IND | ABU | USA | BRA | 378    | Brons     |
| 2012 | MP4-27  | Mercedes FO 108Z 2.4 V8 | P      | Jenson Button  | 1   | 14  | 2   | 18† | 9   | 16† | 16  | 8   | 10  | 2   | 6   | 1   | DNF | 2   | 4   | DNF | 5   | 4   | 5   | 1   | 378    | Brons     |
| 2012 | MP4-27  | Mercedes FO 108Z 2.4 V8 | P      | Lewis Hamilton | 3   | 3   | 3   | 8   | 8   | 5   | 1   | 19† | 8   | DNF | 1   | DNF | 1   | DNF | 5   | 10  | 4   | DNF | 1   | DNF | 378    | Brons     |

† De rijder was niet in staat de race uit te rijden maar werd toch gekwalificeerd omdat hij meer dan 90% van de race heeft gereden.
Red Bull RB8 ·
McLaren MP4-27 ·
Ferrari F2012 ·
Mercedes F1 W03 ·
Lotus E20 ·
Force India VJM05 ·
Sauber C31 ·
Toro Rosso STR7 ·
Williams FW34 ·
Caterham CT01 ·
HRT F112 ·
Marussia MR01